# Iridomyrmex hartmeyeri
Iridomyrmex hartmeyeri är en myrart som beskrevs av Auguste-Henri Forel 1907. Iridomyrmex hartmeyeri ingår i släktet Iridomyrmex och familjen myror. Inga underarter finns listade i Catalogue of Life.

## Bildgalleri

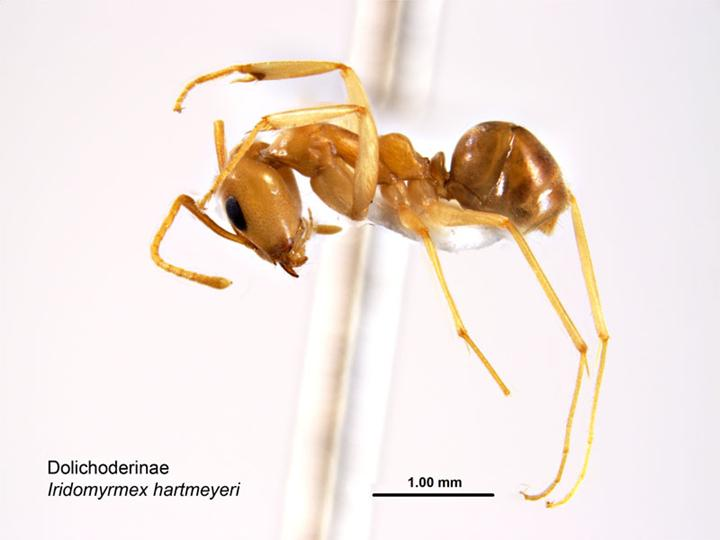